# Теремша
Теремша — річка в Україні, у Овруцькому районі Житомирської області, права притока Углі (басейн Прип'яті.

## Опис
Довжина річки 10 км. Висота витоку річки над рівнем моря — 206 м; висота гирла над рівнем моря — 188 м; падіння річки — 18 м; похил річки — 1,8 м/км.
Площа басейну — 37,7 км².

## Розташування
Теремша бере свій початок на сході від села Держанівка. Формується з багатьох безіменних струмків. Спочатку протікає на південний захід, а згодом повертає на захід. У селі Зубковичі впадає в річку Угля, праву притоку Уборті.